# Selenops tonteldoos
Selenops tonteldoos är en spindelart som beskrevs av José Antonio Corronca 2005. Selenops tonteldoos ingår i släktet Selenops och familjen Selenopidae. Inga underarter finns listade i Catalogue of Life.